# Марія (герцогиня Гаетанська)
Марі́я (нар.бл. 1020), лангобардська герцогиня Гаетанська (1062—1065), дочка князя Капуанського Пандульфа IV та його дружини Марії, дружина
герцога Атенульфа I (з 1038).
У 1058 старший син Атенульфа I і Марії, який був заручений з дочкою князя Капуанського Річарда I, помер. Річард став вимагати повернення посагу, однак Атенульф відмовив йому. Тому, Річард обложив і захопив Аквіно, після чого за присудом настоятеля монастиря в Монте Кассіно Атенульф повернув йому 400 золотих монет.
Після смерті чоловіка 2 лютого 1062 Марія правила як регент свого сина Атенульфа II. З метою позбавлення залежності від князівства Капуанського Марія уклала 1 червня 1062 відповідний договір з сусідніми правителями. Впродовж року ліга мала успіх, однак 28 червня 1063 Річард I заволодів Гаетою.
Після цього Марія об'єднала свої сили з графами Траетто і Аквіно, а також з ватажком норманів Вільгельмом Монтреєм. У кінці 1064 вони заволоділи Гаетою, проте вже в лютому 1065 знову були вигнані з міста.